# Forum Peak
Forum Peak är en bergstopp i Kanada.   Den ligger i provinsen Alberta, i den södra delen av landet, 2 900 km väster om huvudstaden Ottawa. Toppen på Forum Peak är 2 415 meter över havet. Forum Peak ligger vid sjön Cameron Lake.
Terrängen runt Forum Peak är bergig åt sydost, men åt nordväst är den kuperad. Trakten runt Forum Peak är nära nog obefolkad, med mindre än två invånare per kvadratkilometer.. Det finns inga samhällen i närheten.
Trakten runt Forum Peak består i huvudsak av gräsmarker.